# TAP1
TAP1 er en udstillings- og koncertsal beliggende på Amager i en tidligere spritfabrik med udsigt til Kløvermarken og Københavns tårne. 
TAP1 var oprindeligt en tappehal på Carlsberg i det område, der nu er Carlsberg Byen. Stedet blev populært som koncertsted og udstillingshal fra 2009, men veg pladsen for nybyggeri i marts 2016.
Det nye TAP1 på Amager rummer konferencer, udstillinger, koncerter, shows, møder, messer m.m.